# Araus
Araus fue un fabricante de cosechadoras argentino, fundado a mediados del siglo XX.

## Historia
En la localidad de Noetinger, Córdoba, se instalan con un taller los señores Araus Hnos. para fabricar máquinas cosechadoras de cereales y juntadora de maíz automotrices. 
Sus comienzos en la mecanización agrícola se inician en Armstrong, Santa Fe, cuando los hermanos Julián, Romualdo y Tomas Araus, en su chacra, se dedicaban a reparaciones de máquinas, siendo en el año 1942 que construyen una cosechadora automotriz con satisfactorios resultados. 
Años después, ya instalados en Noetinger emprenden la fabricación en serie llegando años después a ser una de las más importantes fábricas del país.

## Etapa Deutz
Usando motores Deutz durante cierto tiempo, su nombre cambió a Araus-Deutz, usando el clásico color verde de esta última. Su cierre se da en esta etapa, a fines de la década de 1990.

## Etapa Metalfor
En 2003 METALFOR adquiere la planta industrial perteneciente a la firma Agco Argentina S.A. (Ex Araus), la misma cuenta con una superficie total de 60.000 m² y 15.000 m² cubiertos. 
Trasladó toda la producción de equipos de arrastre, frutales, agro partes y además crea su primera cosechadora Metalfor modelo “Araus 1360”, así quedando el nombre "Araus" únicamente como modelo nomás de Metalfor, aunque también usado como submarca llamándose así Metalfor-Araus para los productos fabricados en la planta de Noetinger.

## Modelos producidos
COSECHADORAS
- Araus La Joya[2]
- Araus 500 Gigante[3]
- Araus 300[4]
- Araus 410[5]
- Araus 380 DTG[6]
- Araus 530-Gigante/2[7]
- Araus 505 DT / 505 DTH[8]
- Araus 510 XR[9]
- Araus 610 Jumbo[10]
- Araus 510 Gigante[11]

PROTOTIPOS
- Araus 590[12]
- Araus 8100 (axial)[13]

FORRAJERAS
- Araus A-252[14]
- Araus A-152[15]
- Araus A-122[16]

PULVERIZADORES
- Araus 190/2[17]
- Araus 210[18]